# Cann
Cann – wieś w Anglii, w hrabstwie Dorset. Leży 37 km na północny wschód od miasta Dorchester i 154 km na zachód od Londynu.